# Хархорін
Хархорін (монг. Хархорин) — місто та сомон на півночі аймака Уверхангай в Монголії.
Хархорін є центром однойменного сомона, до складу якого входять 8 місцевих самоврядувань (баг), з яких 3 баги становлять власне місто Хархорін, а ще п'ять — сільські території сомона.

## Розташування
Місто розташоване біля східних передгір'їв Хангаю, тут зустрічається горбистий степ. Хархорін лежить у долині річки Орхон.

## Населення
Населення сомона становило 13828 (1994), 13964 (2000), 13496 (2003), 10847 осіб (перепис 2010 року).
Населення міста Хархорін згідно з переписом 2010 року становило 8411 осіб (у 2003 році — 8977 осіб).

## Світова спадщина
Хархорін є частиною всесвітньої спадщини, входячи до Культурного ландшафту долини річки Орхон. Поруч Хархоріна лежать руїни стародавнього міста Каракорум, яке протягом короткого часу було столицею Монгольської імперії при Уґедей-хані. Ще однією важливою пам'яткою є монастир Ердені-Дзу і його відомий Хархорінський фалічний камінь. Археологічній та культурній спадщині міста присвячено місцевий музей «Хархорум».

## Розвиток міста
Нова міська забудова безпосередньо примикає до руїн старого міста. У 2004 році прем'єр-міністр Монголії Цахіагійн Елбегдорж започаткував створення проектувальної комісії, яка б склала план нової забудови в обхід руїн. За його задумом, місто мало відновити свій столичний статус до часу свого 800-річчя (приблизно в 2020 році). Однак після його вимушеної відставки в 2006 році на користь Міеєгомбина Енхболда з Монгольської народно-революційної партії до цього наміру не поверталися. Не сталося це і після повернення Елбегдоржа до влади в 2009 році вже як президента країни. Однак, цілком ймовірно, що в 2020 році Каракорум перетвориться, за словами монгольського президента, на «символ сучасної Монголії».

## Господарство
Основними джерелами доходу для Хархоріна є туризм і сільське господарство. Вода з річки Орхон служить для зрошення сільськогосподарських культур на великій рівнині на схід від міста. Хархорінський аеропорт (KHR/ZMHH) має одну ґрунтову злітно-посадкову смугу і обслуговує регулярні перельоти з і в Улан-Батор.